# Hermann Kallenbach
Hermann Kallenbach, né le 1er mars 1871 et mort le 25 mars 1945, est un architecte sud-africain d'origine juive-allemande qui est l'un des compagnons de lutte et amis les plus proches de Gandhi,,,. Il est par la suite actif dans le mouvement sioniste et préside la fédération sioniste d'Afrique du Sud.